# باتريسيا ماثر
باتريسيا ماثر (بالإنجليزية: Patricia Mather)‏ هي عالم حيوانات وأحيائية أسترالية، ولدت في 12 ديسمبر 1925، وتوفيت في 4 يناير 2012.